# Latvijas PSR čempionāts futbolā 1971
L'edizione 1971 del massimo campionato di calcio lettone fu la 27ª come competizione della Repubblica Socialista Sovietica Lettone; il titolo fu vinto dal VEF, giunto al suo secondo titolo.

## Formato
Il campionato era formato da tredici squadre che si incontrarono in gare di andata e ritorno per un totale di 26 turni e 24 incontri per squadra; erano assegnati due punti alla vittoria, un punto al pareggio e zero per la sconfitta.

## Classifica finale
|                        | Pos. | Squadra            | Pt | G  | V  | N  | P  | GF | GS | DR  |
| ---------------------- | ---- | ------------------ | -- | -- | -- | -- | -- | -- | -- | --- |
| RSS Lettone (bandiera) | 1.   | VEF Riga           | 32 | 24 | 14 | 4  | 6  | 40 | 23 | +17 |
|                        | 2.   | Jūrnieks           | 31 | 24 | 11 | 9  | 4  | 35 | 14 | +21 |
|                        | 3.   | Pilots Riga        | 30 | 24 | 12 | 6  | 6  | 23 | 14 | +9  |
|                        | 4.   | Venta              | 29 | 24 | 10 | 9  | 5  | 31 | 22 | +9  |
|                        | 5.   | Radiotehnikis Riga | 26 | 24 | 8  | 10 | 6  | 31 | 26 | +5  |
|                        | 6.   | Elektrons Rīga     | 26 | 24 | 10 | 6  | 8  | 23 | 21 | +2  |
|                        | 7.   | Enerģija Rīga      | 25 | 24 | 8  | 9  | 7  | 32 | 28 | +4  |
|                        | 8.   | Atlantija Liepaja  | 24 | 24 | 7  | 10 | 7  | 26 | 23 | +3  |
|                        | 9.   | Starts             | 24 | 24 | 7  | 10 | 7  | 34 | 32 | +2  |
|                        | 10.  | Daugava Daugavpils | 21 | 24 | 7  | 7  | 10 | 26 | 31 | -5  |
|                        | 11.  | Ausma Rezekne      | 20 | 24 | 5  | 10 | 9  | 10 | 25 | -15 |
|                        | 12.  | RPI Riga           | 19 | 24 | 4  | 11 | 9  | 18 | 29 | -11 |
|                        | 13.  | Jaunatnes izlase   | 5  | 24 | 0  | 5  | 19 | 21 | 62 | -41 |